# Pogreška akcidencije
Pogreška akcidencije vrsta je logičke pogreške. Ovdje se pogreška javlja kad se ono što važi općenito primjenjuje na situaciju koja je iznimna. Primjena općeg pravila na tu situaciju suprotna je zdravorazumskoj logici.
Primjerice, nije dopušteno vikati noću i buditi stanare u naselju zbog pravila kućnog reda, no u slučaju velikog požara koji je zahvatio naselje, suprotno općem pravilu, poželjno je probuditi stanare radi spašavanja života. Drugi primjer je kada provalnik krade služeći se ljestvama u mraku. Lijepo je pomoći čovjeku držanjem svijeće da bi bolje vidio ili držanjem ljestava da ne bi pao, no u ovom slučaju to nije uputno, nego se pomaganjem u ovom slučaju pretvara u sudionika krađe.